# Вишка (Нижньогородська область)
Вишка (рос. Вышка) — присілок в Дальнеконстантиновському районі Нижньогородської області Російської Федерації.
Населення становить 47 осіб. Входить до складу муніципального утворення Нижегородська сільрада.

## Історія
Від 2009 року входить до складу муніципального утворення Нижегородська сільрада.

## Населення
| 2002 | 2010 |
| ---- | ---- |
| 63   | ↘47  |